# 盟军敢死队系列
魔鬼戰將系列是一系列即時戰略的隐蔽类游戏，由西班牙的皮洛工作室（Pyro Studios）出品，Eidos Interactive公司发行。游戏以第二次世界大战为背景，主角是一支虚构的英国突击队。自1998年以来，该系列一共发行了五款游戏。该系列共售出330万份拷贝，零售额4100万美元。
其精神致敬續作是2001年的《赏金奇兵》和2016年的《暗影戰略：將軍之刃》。

## 主要角色

### 綠扁帽
真名杰克·奥哈拉，爱尔兰人，因违反军纪殴打长官，加入敢死队抵罪。力大无穷，行动速度极快，擅长近身格斗和匕首刺杀，会攀岩，是敢死队非正式的领袖人物。

### 狙擊手
绰号“公爵”，真名弗朗西斯·伍德里奇。出身贵族家庭，原奥运射击冠军。使用狙击步枪可谓弹无虚发，游戏中他的消音步枪特别适合远距离刺杀，保证一枪一命，不过弹药非常有限。

### 海軍陸戰隊員
绰号“鱼鳍”，真名詹姆斯·布莱克伍德。澳大利亚人，于英国牛津大学毕业后参军，任海军工程师。军中游泳冠军。因为酗酒被贬到敢死队，才免遭开除军籍。在游戏中他能够操作各种船舰，还能神出鬼没的潜水，上岸后可用鱼叉和匕首悄无声息的解决敌人，被德军称作“水鬼”。

### 工兵
真名托马斯·汉考克，原消防队员，英国利物浦人。具有化学学位，对炸药和爆破有极其丰富的知识。志愿加入敢死队。因为携带的装备过重，导致行动缓慢。为人随和开朗，在敢死队中人缘很好。

### 司機
外号“布鲁克林”，来自美国的原职业惯犯，擅长偷车和驾驶一切路上交通工具。从美国越狱后逃到英国，加入英军而避免被遣返。后其丰富的车辆和武器知识被军方注意而被选入敢死队。同时他也是武器专家，能够熟练使用冲锋枪和机关枪。

### 間諜
真名雷恩·杜尚。原法国驻德使馆安全负责人，战争爆发后加入法国抵抗组织。能熟练讲六国语言，其中包括法，德，英语。沟通能力极强，易容后能冒充敌军军官，套取情报和执行暗杀任务。他使用氰化钾毒针能够悄无声息的杀死敌兵，并有藏尸灭迹的能力。

## 系列
- ，1998年
- 《魔鬼戰將：萬夫莫敵（俄语：Commandos: Beyond the Call of Duty）》，1999年
- 《魔鬼戰將2》，2001年
- 《魔鬼戰將3》，2003年
- 《魔鬼戰將：絕地戰線》，2006年
- 《盟军敢死队2 HD复刻版》，2020年
- 《魔鬼戰將3 HD复刻版》，2022年
- 《盟军敢死队：起源》，2025年[2]

## 参看
- 《赏金奇兵系列》
- 《侠盗罗宾汉：舍伍德传奇》
- 《芝加哥1930（英语：Chicago 1930）》
- 《1937特种兵：敌后武工队》
- 《影子战术：将军之刃》